# John Ruocco
John Ruocco (New Haven, 1952. szeptember 18. – ?, 2025. május 21.) amerikai klarinétos, szaxofonos.

## Pályafutása
Pályája során olyan  művészekkel lépett fel, mint Dizzy Gillespie, Art Farmer, Slide Hampton, Ed Soph, Beaver Harris, Teddy Edwards, Toots Thielemans, Philip Catherine, Joe Lovano, Billy Hart, Kenny Werner, Charles Loos, Bert Joris, Peter Hertmans, Richard Rousselet, Michel Herr és a francia Act Big Band.
Ruocco koncertezett Berlinben, Middelheimben, Brüsszelben, Oostende-ben, Gouvy-ban, Belgiumban és az North Sea Jazz Festivalon. Rendszeresen fellépett a Belgian National Radio Orchestraval Belgiumban, Németországban és Franciaországban. Turnézott Zaire-ben is.
1981-től 1985-ig a Conservatoire royal de Liègeben tanított. 1981-től 1989-ig az antwerpeni Jazz Studioban tartott órákat. 1987 óta a hágai Koninklijk Conservatoriumban dolgozott. A 90-es évek eleje óta a Big Band Royal Conservatoire vezetője.

## Albumok
- Soon Spring
- 20 Jahre Peter Herbolzheimer
- Latin Groove: & Peter Herbolzheimer
- Big Band BeBop: & Peter Herbolzheimer
- More BeBop: & Peter Herbolzheimer
- Music for Swinging Dancers: Vols. 1-4: & Peter Herbolzheimer
- Extremes: & der Act Big Band
- Act Big Band: & Félix Simtaine
- Quelque Part: & Charles Loos
- No: Maybe...!: & Richard Rousselet
- Real Love: & Christine Schaller
- Baseline Returns: & Hein van de Geyn
- Cat Walk: & Philippe Aerts Trio
- Waiting: & Peter Hertmans
- Trios: & Frank Vaganée